# Никарагуанская социалистическая партия
Никарагуанская социалистическая партия (исп. Partido Socialista Nicaragüense) — левая политическая партия в Никарагуа.

## История
Основана в июле 1944 года доктором Марио Ортисом Флоресом посредством объединения ряда марксистских групп, существовавших с 1930-х. О создании НСП было объявлено на массовом митинге в столице Манагуа. Первоначально НСП функционировала как официальная коммунистическая партия в стране.
На момент своего основания НСП поддерживала режим Анастасио Сомосы Гарсиа, полагая, что в лице Сомосы (номинально либерала) располагает антифашистским союзником. Однако на деле диктаторский режим Сомосы вскоре пресёк легальную деятельность партии — открыто работать НСП сумела лишь в течение нескольких месяцев на фоне общего демократического подъема и воодушевления по поводу борьбы с фашизмом; впрочем, за это время созданный по инициативе социалистов профсоюзный центр возглавил ряд успешных выступлений против американских компаний-монополистов.
В последующие годы диктаторская династия Сомоса обрушила на социалистов репрессии. В итоге, к 1960-х годам Госдепартамент США оценивал членство в партии около 250.
В 1956 году состоялся расширенный пленум ЦК НСП, принявший решение об усилении работы среди народных масс, избравший новое руководство и одобривший документы XX съезда КПСС. В июле 1963 года руководство НСП приняло первый партийный программный документ — «План основных реформ. К созданию демократического национального фронта», называвший задачами партии «свержение проимпериалистической диктатуры», проведение радикальной аграрной реформы, «передачу национальных богатств народу» и «образование подлинно демократического правительства».
Под руководством НСП стала работать Всеобщая конфедерация труда (независимая), в которую на 1960-е входило большинство профессиональных организаций страны. В придачу к ней, в 1967 году по инициативе НСП была создана Национальная конфедерация крестьян и сельскохозяйственных рабочих.
Делегации НСП участвовали в работе международных совещаний коммунистических и рабочих партий в Москве в 1960 и 1969 годах.
В результате подъёма СФНО (своими корнями уходящего в НСП), соцпартия постепенно отходила на второй план.
В апреле 1967 года группа радикальных членов социалистической партии, высказавшихся за вооружённую борьбу против диктатуры, были исключены из НСП. Они образовали Социалистическую рабочую партию, переименованную затем в Коммунистическую.
В 1974 НСП присоединилась к «Демократическому союзу освобождения».
С 1976 года существовала отколовшаяся от НСП группа, называвшаяся Никарагуанской социалистической партией (де лос Санчес).
К концу режима Сомосы (завершившемуся Сандинистской революцией) НСП образовала Вооружённую организацию народа (Organización Militar del Pueblo), которая провела ряд операций против правительственных сил.
В 1990 году Социалистическая и Коммунистическая партия объединились с антисандинистскими (преимущественно правыми) силами в Национальный союз оппозиции, чтобы сместить сандинистское правительство на выборах.
Ко всеобщим выборам в Никарагуа в 2006 году НСП присоединилась к альянсу вокруг Движения сандинистского обновления.
НСП ранее публиковала журнал «Ideas Nuevas» и «Boletín Oficial», а ныне газету «El Popular».